# 蓮花県
蓮花県（れんか-けん）は中華人民共和国江西省萍郷市に位置する県。

## 行政区画
- 鎮:琴亭鎮、路口鎮、良坊鎮、升坊鎮、坊楼鎮
- 郷:閃石郷、湖上郷、三板橋郷、神泉郷、六市郷、高洲郷、荷塘郷、南嶺郷

## 交通

### 道路
- 高速道路
  - 泉南高速道路
- 国道
  - G319国道